# ژایمی ماگالیائس
ژایمی ماگالیائس (پرتغالی: Jaime Magalhães؛ زادهٔ ۱۰ ژوئیهٔ ۱۹۶۲) بازیکن فوتبال اهل پرتغال بود.
از باشگاه‌هایی که در آن بازی کرده‌است می‌توان به باشگاه فوتبال لسا و باشگاه فوتبال پورتو اشاره کرد.
وی همچنین در تیم ملی فوتبال پرتغال بازی کرده‌است.